# Đỗ Duy Nam
Đỗ Duy Nam (sinh ngày 8 tháng 6 năm 1990) là một nam diễn viên, nghệ sĩ hài kiêm nhân vật truyền hình người Việt Nam. Anh được biết đến thông qua những tác phẩm nhạc chế và tham gia các vai phụ trong chương trình chính luận Gặp nhau cuối năm của Đài truyền hình Việt Nam, cũng như việc thay thế Xuân Bắc để đảm nhận vai chính Nam Tào.

## Tiểu sử
Đỗ Duy Nam sinh ngày 8 tháng 6 năm 1990 tại thị trấn Bắc Hà, huyện Bắc Hà, Lào Cai, nhưng nguyên quán ở Nam Định. Anh luôn được bố mẹ hướng theo học ngành Nông nghiệp.

## Sự nghiệp
Năm 2008, Duy Nam thi vào Khoa Diễn viên của Trường Đại học Sân khấu Điện ảnh Hà Nội. Năm 2009, anh đóng vai Phác trong tác phẩm bi kịch "Những giọt máu" và đạt giải nhất cuộc thi Tài năng sinh viên trường Đại học Sân khấu Điện ảnh.
Năm 2012, anh được cử tham gia Liên hoan sân khấu Quốc tế tại Bắc Kinh và mang về giải Nam diễn viên ưu tú cho đoàn Việt Nam; cùng năm anh tốt nghiệp thủ khoa với vở kịch tự biên soạn "A-Páo", và được nhận vào Nhà hát Tuổi trẻ. Năm 2013, Duy Nam giành giải thưởng Nam diễn viên ưu tú của Liên hoan Sân khấu châu Á và Huy chương vàng Liên hoan sân khấu Lưu Quang Vũ. Trong khoảng thời gian này, anh vẫn chưa thực sự có được những thành tựu nổi bật, mãi cho đến năm 2015 anh bắt đầu được chú ý nhiều hơn khi góp mặt vào hàng loạt các bộ phim như: Sóng ngầm, Chung cư 22+, Bữa trưa vui vẻ và các sitcom đình đám khác. Là một diễn viên được đào tạo bài bản, Đỗ Duy Nam đã cho thấy khả năng diễn xuất sắc, năng khiếu ca hát khi tham gia cuộc thi Gương mặt thân quen mùa 4. Ngoài ra, anh còn được góp mặt trong chương trình Táo Quân khi hóa thân thành "cô Đẩu thử việc", "Phó thiên lôi", "Nam Tào"...
Ngoài ra, Duy Nam còn được biết đến thông qua hàng loạt tác phẩm nhạc chế hài hước có hàng triệu lượt xem như Mùa yêu U23, Chắc ai đó sẽ về...

## Đời tư
Năm 2016, Đỗ Duy Nam kết hôn với Nguyễn Ngọc Anh (Berry) – diễn viên của Nhà hát tuổi trẻ – sau ba năm làm quen nhau. Anh và Ngọc Anh có với nhau hai đứa con.

## Tác phẩm

### Phim

#### Truyền hình
| Năm  | Tựa phim                  | Vai diễn           | Đạo diễn                          | Kênh    | Nguồn |
| ---- | ------------------------- | ------------------ | --------------------------------- | ------- | ----- |
| 2012 | Về nơi bình yên           | Long               | Đỗ Chí Hướng                      | VTV6    |       |
| 2012 | Khi chàng trai yêu        | Thanh              | Bùi Bài Bình                      | SCTV14  |       |
| 2013 | Tình như chiếc bóng       | Đạt                | Nguyễn Tiến Thành                 | TodayTV |       |
| 2015 | Sóng ngầm                 | Thắng              | Nguyễn Mạnh Hà                    | VTV1    | [ 5 ] |
| 2016 | Mạch ngầm vùng biên ải    | Cường              | Bùi Huy Thuần                     | VTV1    |       |
| 2017 | Làm chồng đại gia         | Dân                | Danh Sơn - Trần Lực               | VTV3    |       |
| 2018 | Yêu thì ghét thôi         | Dũng               | Trịnh Lê Phong                    | VTV3    |       |
| 2019 | Mê cung                   | Thịnh "ngựa"       | Nguyễn Khải Anh - Trần Trọng Khôi | VTV3    |       |
| 2019 | Những nhân viên gương mẫu | Nam                | Lê Mạnh - Vũ Trường Khoa          | VTV1    |       |
| 2019 | Ánh sáng trước mặt        | Vu                 | Trần Hoài Sơn - Nguyễn Danh Dũng  | VTV8    |       |
| 2020 | Hướng dương ngược nắng    | Hải Anh            | Vũ Trường Khoa                    | VTV3    |       |
| 2021 | Hương vị tình thân        | Ông Tuấn (lúc trẻ) | Nguyễn Danh Dũng                  | VTV1    |       |
| 2021 | Ngày mai bình yên         | Tuấn               | Vũ Trường Khoa - Hoàng Tích Thiện | VTV3    |       |
| 2021 | Thương ngày nắng về       | Việt               | Bùi Tiến Huy - Vũ Trường Khoa     | VTV3    |       |
| 2023 | Biệt dược đen             | Trần Thành Đạt     | Phạm Gia Phương - Trần Trọng Khôi | VTV3    |       |
| 2024 | Độc đạo                   | Đặng Bá Tân        | Phạm Gia Phương - Trần Trọng Khôi | VTV3    |       |

#### Điện ảnh
| Năm  | Tựa phim         | Vai diễn | Đạo diễn      | Nguồn |
| ---- | ---------------- | -------- | ------------- | ----- |
| 2017 | Ván cờ vồ 4      |          | Lê Hồng Quang |       |
| 2018 | Yêu nữ siêu quậy | Khánh    | Ngọc Hùng     |       |

### Parody
| Năm  | Tựa đề                        | Tác phẩm gốc                  | Nghệ sĩ gốc                  | Nguồn |
| ---- | ----------------------------- | ----------------------------- | ---------------------------- | ----- |
| 2017 | Quăng tao cái xô              | Quăng tao cái boom            | Huỳnh James, Pjnboys         |       |
| 2017 | Ông bố mưa                    | Em gái mưa                    | Hương Tràm                   |       |
| 2017 | Anh trai nhọ                  | Em gái mưa                    | Hương Tràm                   |       |
| 2017 | Túy dương                     | Túy âm                        | Xesi, Masew, Nhatnguyen      |       |
| 2017 | Mặt trời của anh              | Kén duyên                     | Rum, Nit, Masew              |       |
| 2018 | Quoắt đại ca                  | Người lạ ơi                   | Superbrothers, Karik, Orange |       |
| 2018 | Quoắt đại ca                  | Buồn của anh                  | K-ICM, Đạt G, Masew          |       |
| 2018 | Đời trộm chó                  | Anh sai rồi anh xin lỗi em đi | Chi Pu                       |       |
| 2018 | Ghét thì yêu thôi             |                               |                              |       |
| 2018 | Đời ở rể                      | Talk To Me                    | Chi Pu                       |       |
| 2018 | Ngày nhập ngũ                 | Mình cưới nhau đi             | Huỳnh James, Pjnboys         |       |
| 2018 | Quan trọng là bản lĩnh        | Quan trọng là thần thái       | Only C, Karik                |       |
| 2018 | Ngã rẽ cuộc đời               | Người âm phủ                  | Osad, VRT                    |       |
| 2018 | Ngã rẽ cuộc đời               | Shalala                       | Vengaboy                     |       |
| 2018 | Ngã rẽ cuộc đời               | Love more i can say           | Leo Sayer                    |       |
| 2018 | Kiếp giang hồ                 |                               |                              |       |
| 2018 | Ngày nhập ngũ 2               | Cô gái M52                    | Huy R                        |       |
| 2018 | Đầu gấu học đường             |                               |                              |       |
| 2018 | Lá bùa vùng cao               |                               |                              |       |
| 2018 | Ước mơ đổi vợ                 |                               |                              |       |
| 2018 | Đội bóng học đường            | Cùng anh                      | Ngọc Dolil                   |       |
| 2018 | Đội bóng học đường            | Hổng dám đâu                  | Xuân Mai                     |       |
| 2019 | Cho vay tiền mất bạn          |                               |                              |       |
| 2019 | Người phản bội 2K             |                               |                              |       |
| 2019 | Đại ca tán gái                |                               |                              |       |
| 2019 | Lệnh truy nã                  |                               |                              |       |
| 2019 | Kiệu hoa                      |                               |                              |       |
| 2019 | Về nhà đi chồng               | Mây và núi                    | The Bells                    |       |
| 2019 | Về nhà đi chồng               | Cuộc vui cô đơn               | Lê Bảo Bình                  |       |
| 2019 | Ánh nắng của cha              |                               |                              |       |
| 2019 | Để thịnh ngựa nói cho mà nghe | Hãy trao cho anh              | Sơn Tùng M-TP                |       |
| 2019 | Để thịnh ngựa nói cho mà nghe | Để mị nói cho mà nghe         | Hoàng Thùy Linh              |       |

## Chương trình truyền hình
- Bữa trưa vui vẻ (VTV6)
- Xả xì chét (VTV3)
- Chung cư 22+ (VTV6)
- Rubic 8 (VTV3)
- Gương mặt thân quen (VTV3)
- Muôn màu Showbiz (VTV9)
- Nhanh như chớp (HTV7)
- Nhanh như chớp nhí (HTV2)
- Hãy chọn giá đúng (VTV3)
- Ơn giời cậu đây rồi (VTV3)
- Người ấy là ai (HTV2)
- Gặp nhau cuối năm (VTV)
- Gala cười (VTV)
- Đêm tiệc cùng sao (VTV3)
- Vì bạn xứng đáng (VTV3)
- VTV Arawds (VTV1)
- Ký ức vui vẻ (VTV3)
- Phụ Nữ Số 1 (VTV3)
- Bản tin Thế hệ số
- Thông Điệp Cuộc Sống
- Chém Chuối cuối tuần
- Cuộc hẹn cuối tuần (VTV3)
- Ẩm thực kỳ thú (VTV3)
- Chiến sĩ 2020 (VTV3)
- Ghế không tựa (VTV6)
- Chúng tôi - chiến sĩ (VTV3)
- Làng vui (VTV3)
- 2 ngày 1 đêm (HTV7)
- Giờ thứ 9+ (VTV3)
- Chiếc nón kỳ diệu (VTV3)
- Đuổi hình bắt chữ (HanoiTV1)
- Những mảng màu cuộc sống (VTV2)
- Mái ấm gia đình Việt (HTV7)
- Gặp nhau cuối tuần (VTV3)
- Đẹp +84 (VTV3)
- Khách sạn 5 sao (VTV3)

## Giải thưởng
| Năm  | Sự kiện                                 | Hạng mục                 | Tác phẩm                            | Vai diễn  | Kết quả         | Nguồn             |
| ---- | --------------------------------------- | ------------------------ | ----------------------------------- | --------- | --------------- | ----------------- |
| 2012 | Liên hoan sân khấu quốc tế tại Bắc Kinh | Nam diễn viên ưu tú      | Cầu hôn - (Anton Pavlovich Chekhov) |           | Đoạt giải       | [ 6 ]             |
| 2013 | Liên hoan Sân khấu Kịch Lưu Quang Vũ    | Diễn viên kịch chuẩn đạt | Lời thề thứ 9                       | Đôn "sứt" | Huy chương Vàng | [ 3 ] [ 6 ] [ 7 ] |
| 2015 | Ấn tượng VTV                            | Diễn viên nam ấn tượng   | Sóng ngầm                           | Thắng     | Đề cử           | [ 5 ] [ 8 ]       |